# Míra anya
Míra anya (német: Mutter Meera) vagy születési nevén Kamala Reddi (Chandepally, 1960. december 26. – ) egy indiai származású, Németországban élő asszony, akit követői avatárként tisztelnek. Nem tartja magát gurunak, és nem részesít előnyben semmilyen vallást, de hívei az Istenanya (Shakti vagy Devi) megtestesülésének tartják.

## Élete

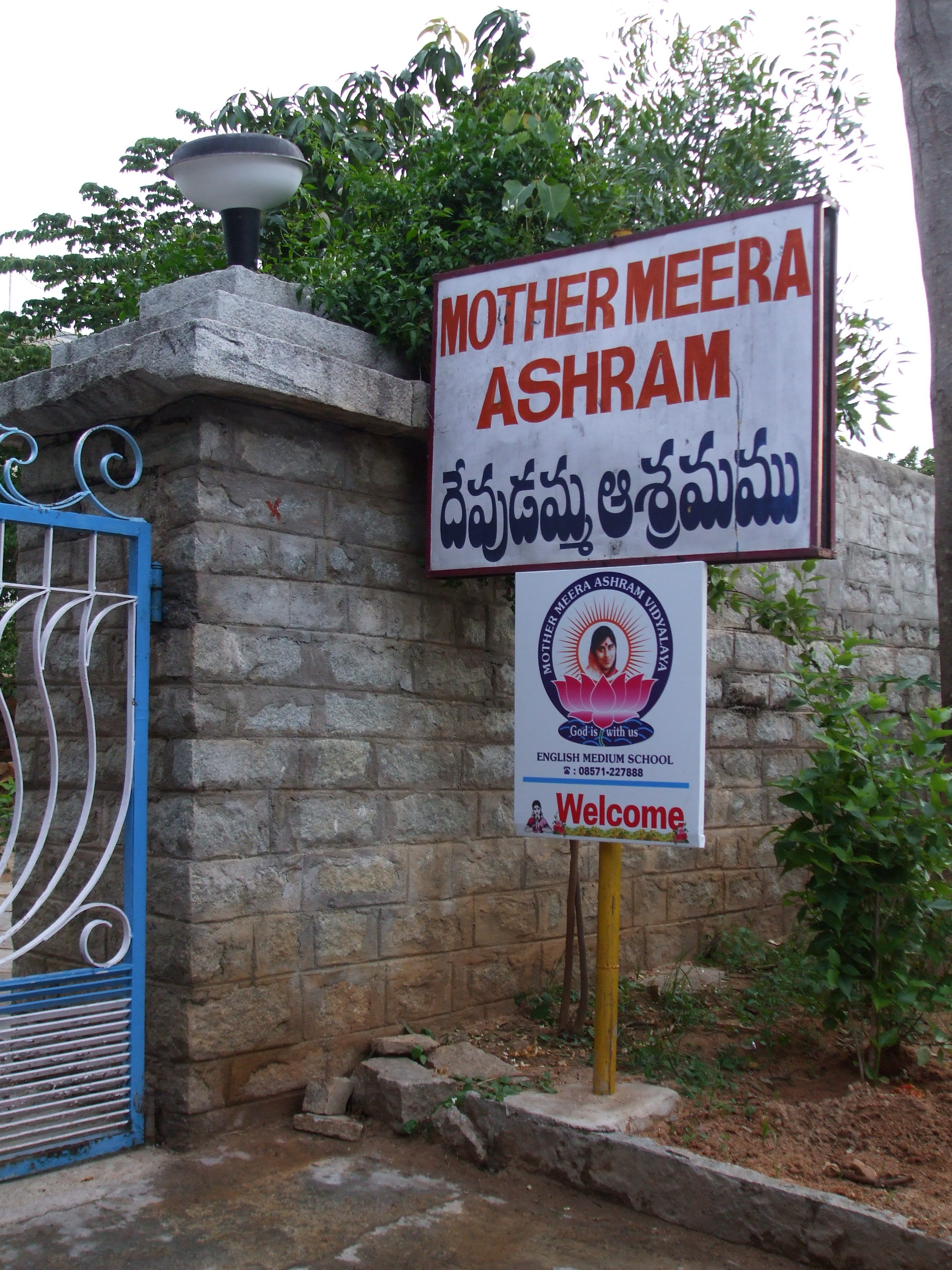
Meera Anya Ashram, Madanapalle, AP, India

Indiában született egy Chandepally nevű kis faluban, Telangana állam Yadadri Bhuvanagiri kerületében. Állítólag élete első szamádhi állapotát (vagyis a Mindenséggel való teljes szellemi összeolvadás állapotát) hatévesen élte át, mely állapot egy egész napig tartott. 12 éves volt amikor nagybátyja, Bulgur Venkat Reddy először találkozott vele, és meg volt győződve arról, hogy a lány már korábban - látomások formájában - megjelent neki. A nagybácsi hitte, hogy ő az Istenanya és elkezdett gondoskodni róla, lehetővé téve számára, hogy kibontakoztassa belső élményeit. Szülei, Antamma és Veera Reddy Andhra Prades állam, Madanapalle város Chittoor kerületében élnek.
1974-ben Reddy nagybácsi elvitte Meera anyát az indiai Pondicherryben található Sri Aurobindo Ásramba, amelynek ő is tagja volt. Ott találkozott először nyugatról érkezett emberekkel és elkezdett darshant adni. Manapság már nem áll kapcsolatban a Sri Aurobindo Ashrammal. 1979-ben első követői meghívták Kanadába, ahová később többször is ellátogatott. Időközben Reddy nagybácsi egészsége kezdett romlani.
1981-ben érkezett először az akkori Nyugat-Németországba, ahol Reddy nagybácsival és közeli munkatársával, Adilakshmival együtt egy évvel később le is telepedett. 1982-ben férjhez ment egy német férfihoz. Reddy nagybácsi 1985-ben halt meg és a Hessen tartomány Dornburg-Thalheim település helyi temetőjében temették el.
Az 1990-es évek elején Thalheim városának egy kis házában találkozott a híveivel, mely északnyugati irányban közel 5 km távolságra található a németországi Hadamar várostól.
2020 táján a németországi Balduinstein Schloss Schaumburg várához tartozó egykori gazdasági épületben, a Waldecker Hofban ad darshant, amelyet szállóvá alakítottak át. 
Rendszeresen ellátogat az Egyesült Államokba is.

## Tevékenysége
Meera anya több ezer látogatót fogad - akik sokféle vallás követői - a darshan keretében, amelyet teljes csendben vezet. A darshan egy rituáléból áll, melynek során Meera anya megérinti a jelenlévők fejét, majd a szemükbe néz. E folyamat során állítólag „csomókat old ki” az emberek finom (lelki) rendszeréből, és áthatja őket fénnyel. Nem kér pénzt ezért és nem tart előadásokat sem. Meera anya nyilvánosságra hozott feladata a Földön az volt, hogy lehívja a dinamikus fényerőt a Legfelsőbb Létezőtől (Paramátma – a legfelsőbb Én) más szentekkel és isteni lényekkel együttműködve, ahogy Ő mondja, megkönnyítve ezzel a földi spirituális fejlődést. Erről a fényről azt mondja: "mint az elektromosság, ez a Fény mindenhol ott van, de tudni kell hogy lehet aktiválni. Én ezért jöttem." 
A dzsapa gyakorlaton keresztül, ami valamely isteni név vagy mantra mentális ismétlését jelenti, mely egyszerű hétköznapi formában végezhető akkor és úgy ahogy az kényelmes. Ezáltal az emberek megnyílhattak ennek a Fénynek. Nem állítja, hogy guru lenne, és nem állítja, hogy lennének követői. Ahhoz, hogy az emberek kapcsolatba kerüljenek a munkájával nem kell felismerniük Őt. Tanítása főként a Bhakti jógához kapcsolódik, vagyis az Isten iránti odaadáshoz, és ebben minden felekezetet elfogad.
Meera anya nem tartozik semmilyen különösebb hagyományhoz, kivéve egy bizonyos közelséget Sri Aurobindo és az anya (Sweet Mother) munkásságához, akikkel finom testükben találkozott, amikor gyermekkorában meglátogatta Szamádhi sírhelyüket. Minden vallás egységét tanítja. Mindenki járhatja a saját útját. Csak az a fontos, hogy minden nap lépjünk kapcsolatba a fénnyel (pl. a személyes lelki példaképünkkel) imádkozva, olvasva vagy meditálva.

## Kritikák
Az író és egykori követője, Andrew Harvey, miután elhagyta Meera anyát, megírta a The Sun at Midnight című könyvet. Ebben Harvey homofóbiával vádolja Meer anyát, mondván, hogy Meera anya helytelenítette Harvey házasságát egy másik férfival. A róla szóló első könyvében, a Hidden Journey-ben Harvey eredetileg avatárként dicsérte őt, saját állítólagos megvilágosodását tulajdonítva neki. Harvey homofóbiával kapcsolatos vádja vitatott. Harvey egyik volt szeretője, az író, Mark Matousek (1997) ezt mondta: "Tudom, hogy az az elképzelés, hogy Ő homofób lenne, teljesen nevetséges. Az Isten szerelmére, a reggelit az ágyunkban szolgálták fel Meera anya házában."

## Könyvek
- Válaszok, I. rész – Meera anyától,ISBN 0-9622973-3-X
- Válaszok, II. rész – Meera anyától,ISBN 3-9805475-5-8

## Idézetek
„Az egyik gyakori hiba az, hogy azt gondoljuk, hogy egy valóság a (végső) valóság. Mindig készen kell állnod arra, hogy egy valóságot elhagyj egy nagyobbért." – Válaszok, I. rész

## Fordítás
Ez a szócikk részben vagy egészben  a   Mother Meera című angol Wikipédia-szócikk ezen változatának fordításán alapul.  Az eredeti cikk szerkesztőit annak laptörténete sorolja fel. Ez a jelzés csupán a megfogalmazás eredetét és a szerzői jogokat jelzi, nem szolgál a cikkben szereplő információk forrásmegjelöléseként.

## Kapcsolódó szócikk
- Máta Amritánandamaji
- Hindu guruk és szentek listája